# Robert Treat Paine
Robert Treat Paine (ur. 11 marca 1731 w Bostonie (Massachusetts), zm. 11 maja 1814 tamże) – amerykański prawnik i polityk, delegat Kongresu Kontynentalnego ze stanu Massachusetts, sygnatariusz Deklaracji Niepodległości Stanów Zjednoczonych. 

## Życiorys
Robert Treat Paine był prawnikiem i politykiem urodzonym w Bostonie w stanie Massachusetts. Uczęszczał do Boston Latin School, w 1749 r. został absolwentem Harvard College. Studiował teologię oraz prawo. W 1755 r. był kapelanem wojsk na granicy północnej, a w 1757 r. został przyjęty do palestry i rozpoczął praktykę w Bostonie. Przeniósł się do Taunton w 1761 r. Był członkiem Kongresu Kontynentalnego w latach 1774-1776 oraz prokuratorem Generalnym Massachusetts w latach 1777-1790. Przeniósł się do Bostonu w 1781 r. W latach 1790–1804 był sędzią sądu Najwyższego w Massachusetts. Zmarł w Bostonie w stanie Massachusetts w 1814 r.